# Mackay-Bennett
Le CS Mackay-Bennett est un navire britannique chargé de réparer les câbles sous-marins, appartenant à la Commercial Cable Company et mis en service en 1884. Il fait une longue carrière dans la réparation des câbles en Atlantique Nord. Bien que basé à Halifax en Nouvelle-Écosse, il était souvent utilisé pour des opérations du côté européen. Son port d'attache était alors Plymouth en Angleterre. Il est connu pour avoir été engagé par la White Star Line pour repêcher les dépouilles des victimes du naufrage du Titanic en avril 1912.
Retiré du service en 1922, le navire sert d'entrepôt flottant. Bombardé durant le Blitz, il sombre. Sa coque est finalement démolie en 1963.

## Histoire
Le Mackay-Bennett est construit à Glasgow en 1884 pour la Commercial Cable Company. Il est baptisé des noms des deux fondateurs de la société, John Mackay et Gordon Bennett. Il est mis en service la même année et sert à la pose et à la réparation de câbles sous-marins pendant de nombreuses années.
En avril 1912, la White Star Line loue ses services pour récupérer les corps des victimes du naufrage du Titanic. Le navire part avec à son bord une équipe d'embaumeurs et d'importantes réserves de glace, de linceuls et de cercueils. En deux semaines de recherches, le navire repêche 306 corps, dont celui du milliardaire John Jacob Astor IV. Le navire est assisté par la suite dans ses recherches par le Minia, le Montmagny et l’Algerine. Au total, 328 corps sont retrouvés (sur 1 500 victimes). 119 sont rejetés à la mer à cause de leur état de décomposition avancée. Les autres sont rendus à leur famille, ou enterrés dans les cimetières de la ville de Halifax lorsqu'ils ne sont pas réclamés. 
En mars 2017, le Daily Mail et d'autres médias britanniques ont publié des télégrammes montrant des échanges entre le Mackay-Bennett, navire chargé de la récupération des corps, et la White Star Line. Ces fameux télégrammes nous apprennent qu'en raison du manque de fourniture d'embaumement et d'espace à bord du navire, ils auraient reçu l'ordre de repêcher en priorité les passagers de 1re et de 2e classe et de jeter par-dessus bord les corps sans vie de ceux de 3e classe[réf. souhaitée].
Le navire reprend ensuite ses activités de câblier. L'auteur canadien Thomas Raddall sert un temps comme opérateur radio à bord du Mackay-Bennett et certaines de ses nouvelles sont fondées sur son expérience à bord.
Le Mackay-Bennett est désarmé en mai 1922 et il servit comme entrepôt flottant dans les eaux du port de Plymouth. Il est coulé durant une attaque allemande lors du Blitz sur l'Angleterre, mais est plus tard renfloué. Il est envoyé à la casse en 1963.